# Pierre Thibaud
Pierre Thibaud (* 22. Juni 1929 in Proissans; † 29. Oktober 2004 in Paris) war ein französischer Trompeter und Musikpädagoge.

## Leben
Pierre Thibaud studierte zunächst am Conservatoire de Bordeaux Violine und Trompete, bis er ans Pariser Konservatorium wechselte. Er war erster Trompeter des Israel Philharmonic Orchestra und des Orchestre de la garde républicaine. Von 1966 bis 1992 war er schließlich Solotrompeter an der Pariser Oper und in gleicher Position Mitglied des Ensemble intercontemporain ab dessen Gründung im Jahr 1976.
Außerdem lehrte er von 1975 bis 1994 als Professor für Trompete und Kornett am Pariser Konservatorium. Zu seinen Schülern gehörten dort u. a. Thomas Boger, Reinhold Friedrich, Håkan Hardenberger, Lars Ranch, Otto Sauter, Guido Segers, Giuliano Sommerhalder, Max Sommerhalder und Omar Tomasoni. Anschließend unterrichtete er an der Universität der Künste Tokio.
Am 29. Oktober 2004 starb Thibaud in seiner Pariser Wohnung und wurde am 3. November beerdigt.